# Маргаритешти (Бузау)
Маргаритешти (рум. Mărgăriteşti) насеље је у Румунији у округу Бузау у општини Маргаритешти. Oпштина се налази на надморској висини од 402 m.

## Становништво
Према подацима из 2002. године у насељу је живело 878 становника, од којих су сви румунске националности.

### Хронологија
| Година       | 1992 | 1993 | 1994 | 1995 | 1996 | 1997 | 1998 | 1999 | 2000 | 2001 | 2002 | 2003 | 2004 | 2005 | 2006 | 2007 | 2008 | 2009 | 2010 | 2011 | 2012 | 2013 | 2014 | 2015 | 2016 | 2017 |
| ------------ | ---- | ---- | ---- | ---- | ---- | ---- | ---- | ---- | ---- | ---- | ---- | ---- | ---- | ---- | ---- | ---- | ---- | ---- | ---- | ---- | ---- | ---- | ---- | ---- | ---- | ---- |
| Становништво | 1126 | 1094 | 1065 | 1035 | 1004 | 977  | 957  | 948  | 938  | 916  | 902  | 878  | 860  | 844  | 818  | 785  | 778  | 763  | 739  | 715  | 725  | 694  | 672  | 653  | 637  | 612  |